# Butte Saint-Clair
La butte Saint-Clair est une motte castrale, vestige d'un ancien édifice fortifié, qui se dresse sur le territoire de l'ancienne commune française du Mesnil-Vigot, dans le département de la Manche, en région Normandie. La butte est classée au titre des monuments historiques.

## Localisation
La motte avec basse-cour est située au bord du marais du même nom, au lieu-dit la Chaussée, à 2 km au nord du bourg du Mesnil-Vigot et à la même distance au sud-ouest de celui de Remilly-sur-Lozon au sein de la commune nouvelle de Remilly Les Marais, dans le département français de la Manche.

## Historique

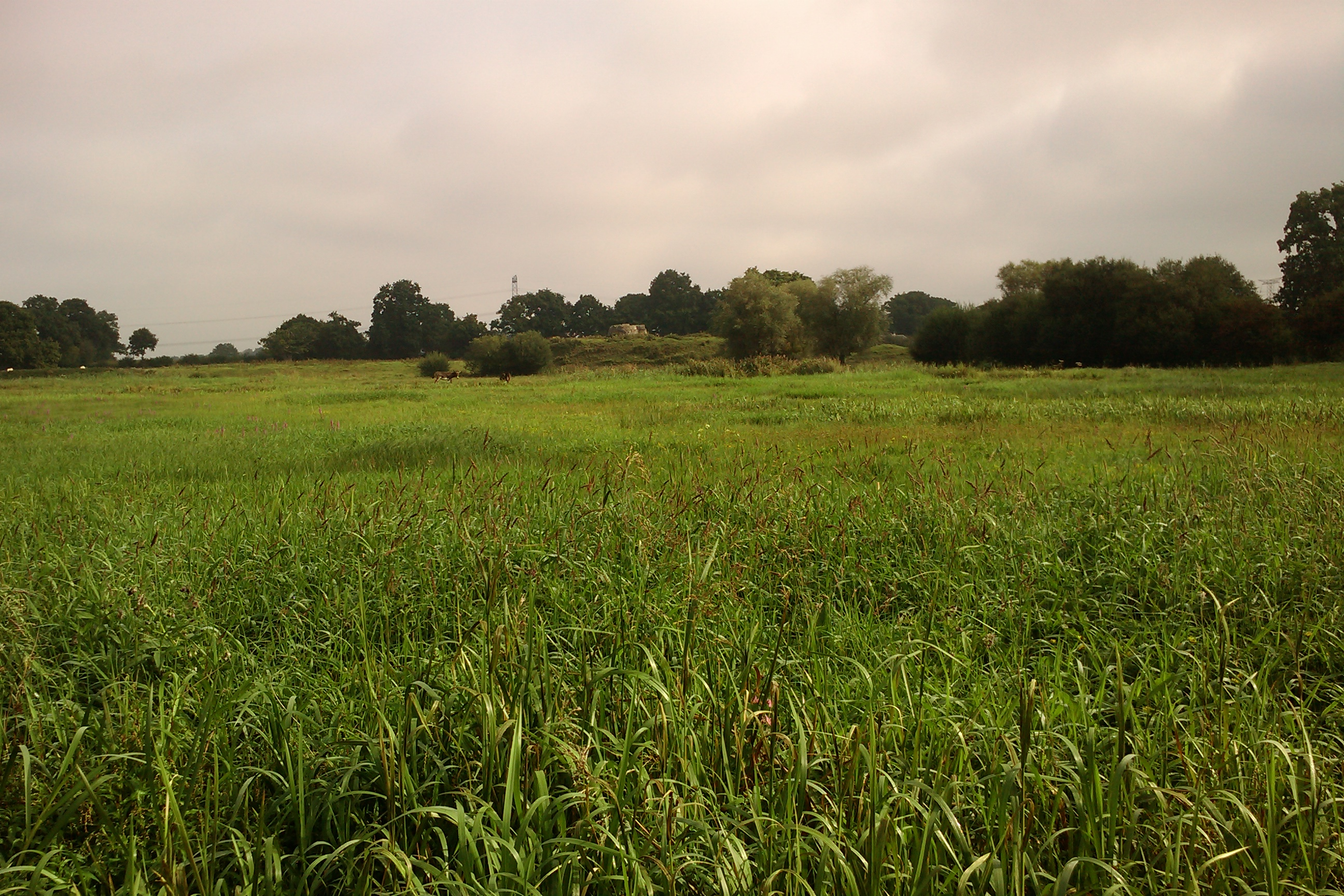
Vue occidentale.

La motte féodale, qui relevait du fief du Hommet, et dont les chefs portaient le titre de baron de Remilly, cités vers 1080 à 1252, est le vestige d'une ancienne place forte bâtie vers le XIe siècle. Jourdain III du Hommet († 1271), seigneur de Rémilly et Marigny, connétable de Normandie, fut le dernier de la lignée des Hommet à tenir le château de la Butte-Saint-Clair, qui passa par alliance à la famille de Courcy, puis au XIVe siècle aux Malesmain, puis aux Montauban.
En août 1356, vers la Saint-Laurent, la place, possession d'Olivier IV de Montauban, est assiégée et détruite par les partisans du roi de Navarre avec à leur tête Pierre de Saquainville, puis abandonnée après la guerre de Cent Ans.
En 1433, la baronnie échoit à la famille de Rohan-Guémené, et, vers 1609, à celle des Matignon, époque à laquelle il ne subsistait à peu près rien du château, à l'execption de la basse-cour et de la chapelle.

## Description
La motte dont la forme d'origine, carrée ou circulaire, est inconnue, au sommet aplani et entourée d'un large fossé, mesure a à peu près quarante mètres de diamètre au sommet et a une hauteur de six à huit mètres. On reconnaît encore très bien la forme de la basse-cour dont le rempart de terre subsiste encore en plusieurs endroits. Il est à noter que le volume des terres enlevées pour la création du fossé correspond au volume de la motte. 
Sur le sommet de la motte subsiste l'angle d'une tour, ainsi qu'une tourelle creuse. L'angle, conservé sur une hauteur d'un mètre cinquante, serait le vestige d'un donjon maçonné rectangulaire datant vraisemblablement du XIVe siècle, et qui mesurait 12,30 × 15,60 m de côté avec des murs épais de 1,50 m et les tours d'angles quant à elles avaient environ 4,30 m de diamètre pour une épaisseur de 1 m.
L'immense basse-cour, en arc de cercle, qui s'appuie sur le marécage voisin ceint partiellement la motte. Elle est divisée en deux parties par un fossé. La partie nord présentent de nombreux affleurements de murs et des mouvements de terrain, laissant suggérer de la présence de constructions, dont celle de la chapelle Saint-Clair des Marais,, rasée à la Révolution, et dont, au XIXe siècle, on voyait encore les ruines, qui ont été abattues à la fin de ce même siècle.
Sur le site furent recueillis de nombreux tessons de poterie ainsi qu'une quantité importante de carreaux de pavement en céramique décorés et armoriés des XIVe siècle et peut-être du XIIIe.

## Protection
La motte féodale, y compris les vestiges du château de Remilly, les douves et les chênes de bordure, est classée au titre des monuments historiques par arrêté du 12 septembre 1979.